# 新得町総合体育館
新得町総合体育館（しんとくちょうそうごうたいいくかん）は、北海道上川郡新得町にある体育館。愛称はサホロアリーナ。サホロリゾートに隣接している。

## 施設
- 面積：幅39.5 m×長さ50.8 m＝2,006.6 m²[3]
- バスケットボール2面、バレーボール3面、テニス3面、バドミントン12面、卓球30面[3]
- サーキットトレーニング室、ランニングルーム[3]
- 指導員室、研修室、幼児プレイルーム[3]

## アクセス
- 北海道旅客鉄道（JR北海道）新得駅から車で約15分
- 帯広から車で約1時間
- 旭川から車で約2時間15分
- 札幌から車で約3時間15分

## 参考資料
- “新得町総合体育館施設概要①” (PDF).  新得町. 2016年11月30日閲覧。
- “新得町総合体育館施設概要②” (PDF).   新得町. 2016年11月30日閲覧。
- “スポーツ合宿のご案内” (PDF). サホロリゾート. 2016年11月30日閲覧。